# 6042 Cheshirecat
6042 Cheshirecat eller 1990 WW2 är en asteroid som korsar Mars omlopsbana, den upptäcktes 23 november 1990 av de båda japanska astronomerna Takeshi Urata och Akira Natori vid JCPM Yakiimo Station. Den är uppkallad efter figuren Cheshirekatten i Lewis Carrolls Alice i Underlandet.